# Chadwell Heath
Chadwell Heath is een wijk in het Londense bestuurlijke gebied Barking and Dagenham, in de regio Groot-Londen.

## Galerij

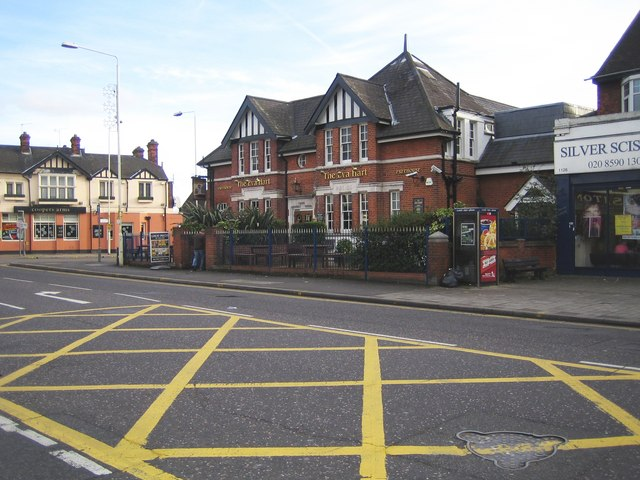
The Eva Hart public house
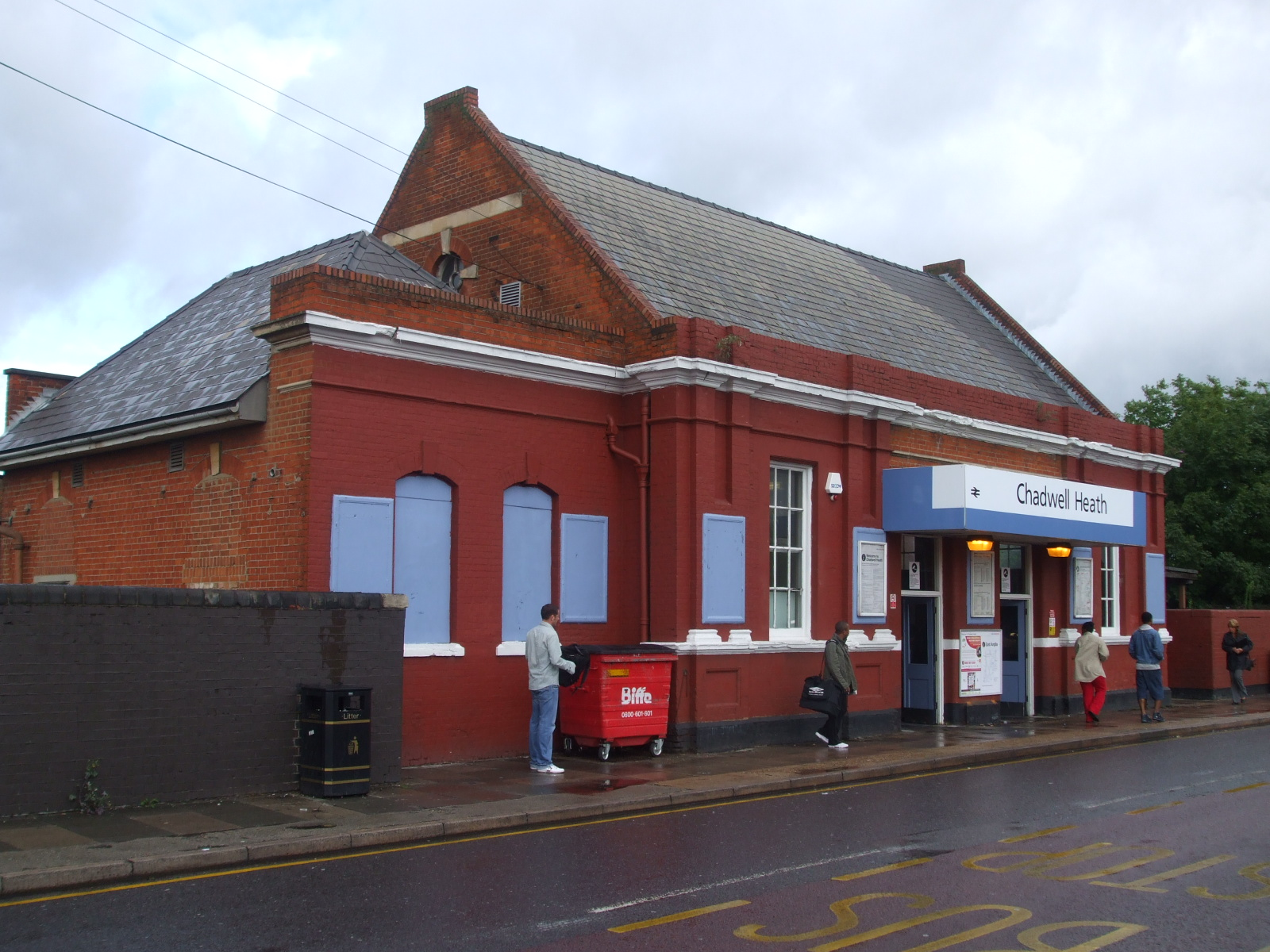